# Обединена българска банка
„Обединена българска банка“ АД (ОББ) е българска банка със седалище в София. Създадена е чрез банкова консолидация със сливането на 22 държавни търговски банки в цялата страна. Учредена е на 30 септември 1992 г., като от 2017 г. ОББ е част от КВС Group.

## История
ОББ е учредена на 30 септември 1992 г. посредством преобразуване на 22 български регионални търговски банки. Тя е първият и най-мащабен консолидационен проект в българския банков сектор.
През 1997 г. е закупена от консорциум между Европейската банка за възстановяване и развитие (ЕБВР), Булбанк и финансовата компания Опенхаймер и така става първата приватизирана държавна банка в България.
На 20 юли 2000 г. Булбанк АД, Си Ай Би Си Уърлд Маркетс Корп. (новото наименование на Опенхаймер Корп.), Джодрел Ентърпрайзес и ЕБВР продават на Националната банка на Гърция (НБГ) общо 68 289 905 броя акции. След тази сделка НБГ става мажоритарен акционер на ОББ с 89,9% акционерно участие, а ЕБВР си запазва 10% акционерно участие.
През 2002 г. ЕБВР продава на НБГ и запазените 10%, с които НБГ става основен акционер с 99,9% акционерно участие. Новият собственик запазва името и дейността на банката и продължава да я развива като универсална.
През 2017 г. белгийската банково-застрахователна група KBC Груп придобива ОББ от Националната банка на Гърция. След обединението между СИБАНК и ОББ новата обединена банка запазва името ОББ и става третата по големина на активите банка в България. През 2020 г. KBC Group придобива бизнеса на Райфайзенбанк България и след последвалото вливане, което приключва в края на 2024 г., ОББ става банката с най-много активи на банковия пазар в България през 2024 г.

## Банков лиценз
ОББ притежава пълен банков лиценз за извършване на банкови и финансови операции в страната и в чужбина.

## Капитал
Общ капитал: 1 164 878 лв. на индивидуална база и 1 170 937 лв. на консолидирана база (към 31 декември 2014 г.).
Регистриран акционерен капитал: 75 964 082 лв. (към 31 декември 2014 г.).
Акционерният капитал на банката е разпределен в 75 964 082 броя обикновени поименни акции с право на глас, всяка от които с номинална стойност 1 лев.

## Основен акционер
Основен акционер до 13 юни 2017 г. в Обединена българска банка е Националната банка на Гърция с 99,9% акционерно участие (National Bank of Greece, NBG). след тази дата с 99,9% белгийската банково-застрахователна група Ка Бе Се Груп.

## Акционери
| Акционери       | Процент | Акции      |
| --------------- | ------- | ---------- |
| KBC Group       | 99,96%  | 75 893 450 |
| Други акционери | 0,1%    | 70 632     |

## Пазарна позиция
- Трето място по размер на активите (5,1 млрд. евро)
- Трета позиция в корпоративното банкиране
- Втора позиция в банкирането на дребно
- Над 1,5 млн. потребителски сметки
- 53 хил. корпоративни сметки
- Ефективно опериращата банка на българския пазар със съотношение разходи/доходи от дейността (43,2%)

## Кореспондентски отношения
ОББ има установени кореспондентски отношения с 849 банки в 91 страни, както и с 31 банки и чуждестранни клонове на финансови институции в България. ОББ поддържа 23 кореспондентски сметки в дванадесет валути.

## Клонова мрежа
Банката има над 210 структурни единици в цялата страна, в основните градове, както и в градове с икономически потенциал.
Клоновата мрежа на ОББ обхваща градовете
Айтос, Асеновград, Банско, Батак, Белене, Белово, Белоградчик, Берковица, Благоевград, Ботевград, Бургас, Бяла, Бяла Слатина, Варна, Велики Преслав, Велико Търново, Велинград, Видин, Враца, Вършец, Габрово, Горна Оряховица, Гоце Делчев, Две могили, Димитровград, Добрич, Дряново, Дулово, Дупница, Елин Пелин, Елхово, Ивайловград, Исперих, Ихтиман, Казанлък, Карлово, Карнобат, Каспичан, Козлодуй, Костинброд, Кула, Кърджали, Кюстендил, Левски, Ловеч, Лом, Любимец, Мездра, Момчилград, Монтана, Несебър, Нова Загора, Нови пазар, Омуртаг, Оряхово, Павликени, Пазарджик, Панагюрище, Перник, Петрич, Пещера, Пирдоп, Плевен, Пловдив, Поморие, Попово, Приморско, Раднево, Радомир, Разград, Разлог, Раковски, Русе, Самоков, Сандански, Свиленград, Свищов, Своге, Севлиево, Силистра, Сливен, Смолян, Созопол, София, Стара Загора, Тетевен, Троян, Трявна, Търговище, Харманли, Хасково, Червен бряг, Чирпан, Шумен, Ямбол

## Банкови услуги и продукти

### Индивидуални клиенти
- Разплащания с дебитни и кредитни банкови карти
- Електронно банкиране
- Мобилно банкиране
- Операции по левови и валутни сметки и пътнически чекове
- Потребителски и ипотечни кредити в лева и в чуждестранна валута
- Депозити в лева и в чуждестранна валута
- Спестовни сметки
- Карти
- Разплащателни сметки
- Разплащания
- Преводи
- Лични сейфове за съхранение на ценности
- Парични преводи чрез Western Union

### Корпоративни клиенти
- Специални програми за кредитиране на бизнеса
- Финансиране по оперативни програми на ЕС
- Корпоративно банкиране
- Електронно банкиране
- Разплащателни сметки
- Кеш мениджмънт
- Депозити в лева и чуждестранна валута

### Трежъри услуги
- Валутен форуърд
- Деривати и други финансови инструменти
- Cash Management сметка
- Депозити
- Дългови пазари

### Инвестиционни продукти и услуги
- Финансиране чрез емитиране на акции
- Финансиране чрез емитиране на облигации
- U Broker
- Депозитарни услуги
- Попечителство на фондове за допълнително пенсионно осигуряване
- Банка довереник на облигационерите

## Членства и лицензи
- Асоциация на банките в България[16]
- Българска фондова борса[17]
- Централен депозитар[18]
- Mastercard Inc.
- ВИЗА Интернешънъл
- Джей Си Би (JCB)
- Society for Worldwide Interbank Financial Telecommunication (SWIFT)
- IIF – Институт за международни финанси – Световна асоциация на финансовите институции
- Лицензиран първичен дилър на държавни ценни книжа
- Лицензиран инвестиционен посредник за операции с корпоративни ценни книжа
- Агент на Western Union

## Награди на ОББ
- „Банкер на годината“ за 2000 г. – Стилиян Вътев получава приза на вестник „БАНКЕРЪ“ за мениджърски постижения и за спечеленото доверие на партньорите на банката. Това признание идва в подкрепа на факта, че той е живата история на ОББ. Стилиян Вътев е в управлението на банката от създаването ѝ през 1993 г.
- „Банкер на годината“ за 2002 г. – Радка Тончева получава наградата на вестник „БАНКЕРЪ“ за най-успешен банков мениджър на годината. През 2002 г. Радка Тончева прави десет години от професионалната си кариера в ОББ – банка, която се приема за еталон на стабилност в кредитния сектор. Радка Тончева участва в създаването на ОББ, тя е в ръководството ѝ и има значителен принос в налагането на финансово-кредитната институция на пазара.
- Награда „Буров“ за банково управление през 2003 г. – Стилиян Вътев получава приза за банково управление на фондация „Атанас Буров“ за високия си професионализъм при динамичното навлизане на ОББ на нови пазарни сегменти. Банката е призната за най-иновативната и технологична банка на българския пазар през 2003 г.
- Награда „Буров“ за банково управление през 2004 г. – Радка Тончева е удостоена с наградата на Фондация „Атанас Буров“ и е наградена лично от Иван Искров, управител на БНБ.
- „Банкер на годината“ за 2004 г. – ОББ отново печели приза „Банкер на годината“ в Единадесетото издание на церемонията на вестник „БАНКЕРЪ“, а наградата е присъдена на Изпълнителния директор на ОББ – Христос Кацанис, за активния му принос при утвърждаване на ОББ като един от лидерите на банковия пазар и за разширяване на пазарното ѝ присъствие.
- „Банка на 2005 година“ на вестник „Пари“ – това е първият случай, когато наградата е получена от две банки – ОББ и банка ДСК.
- „Банка на 2008 година“ на вестник „Пари“ – На 9 юли 2009 г. ОББ получава наградата на вестник „Пари“ – „Банка на 2008 година“. Лично президентът на Република България Георги Първанов връчва приза на Радка Тончева, Изпълнителен директор на ОББ.
- ОББ заслужено получава най-високото отличие на база на критериите балансово число, депозити, собствен капитал, качество на кредитния портфейл, печалба към активите, степен на покритие на активите, възвръщаемост на собствения капитал и други.
- Награда „Доверие на акционерите и партньорите“ на вестник Банкер през 2006 г.
- Награда за развитие на инвестиционното банкиране в България през 2007 г. на Българска фондова борса.
- Депозит „Форекс“ – продукт на 2011 г. на „Банки, инвестиции, пари“ – ОББ печели първа награда в категорията „Депозитни продукти“ в Деветото издание на финансовото изложение. „Форекс“ печели със своята иновативност, позволяваща на клиентите в рамките на договорения срок да променят валутата, в която първоначално са открили депозита, без да губят лихвата в съответната валута.
- ОББ – „Рекламодател на годината“ за 2007 г. – банката получава наградата на Фестивала на рекламните агенции през 2007 г., която се връчва на рекламодателя, събрал най-много номинации за свои реклами.
- Jeremie.ubb.bg – приз в категория „Финанси и застраховане“ на Български награди за уеб 2012 г. – уебсайтът на ОББ, посветен на инициативата JEREMIE, е отличен като първи в категория „Финанси и застраховане“ на Български награди за уеб през 2012 г.
- „Банка на годината“ за 2023 г., връчена от президента на България Румен Радев.[19]
- „Най-добра дигитална банка“ в България за 2024 г. според британско списание Euromoney.[20]
- „Най-добра банка в областта на ESG“ в България за 2024 г. британско списание Euromoney.[20]

## Иновации през годините
ОББ е първата банка с пълен лиценз на EUROPAY International, което позволява още през 1996 г. за първи път в България изградената и работеща мрежа от 60 банкомата да бъде отворена за международно приемане на дебитни карти Maestro/Cirrus и кредитни карти Eurocard/MasterCard на чуждестранни издатели. Този важен етап от развитието на разплащателната индустрия с карти в България е специално отбелязан на пресконференция, състояла се на 28 януари 1997 г. в СТЦ Интерпред в София. Инсталираният и работещ там банкомат е осветен и остава в историята като първият международен банкомат в България.
През 1997 г. ОББ е първата българска банка, която е лицензирана да отвори всички свои терминални устройства АТМ за международно акцептиране на Visa, Visa Electron и Plus карти, както и за всички продукти на JCB International. Така устройствата на ОББ стават достъпни за по-голям брой чужди картодържатели, притежаващи карти на Europay, Visa и JCB.
През 1997 г. стартира електронен канал, базиран на PC-платформа и предназначен само за корпоративни клиенти. С помощта на отдалеченото РС-банкиране (DOS версия) клиентите получават възможност да следят и да управляват финансовите си средства от собствените си офиси.
От 1998 г. ОББ е оторизиран представител на Western Union за България. Western Union е световен лидер в сферата на паричните преводи с 500 000 броя локации, чрез които предоставя своите финансови услуги в цял свят.
През 1999 г. банката предлага телефонно банкиране за всички свои бизнес и индивидуални клиенти. Това им позволява да получават актуална банкова информация по телефон, факс или e-mail, както и да извършват по телефона банкови операции, без да е необходимо да посещават банков клон.
2000 г. е повратна за развитието на клоновата мрежа на ОББ – внедрява се централизирана система за банкиране на дребно (retail banking system). Изборът е TEMENOS GLOBUS, която осигурява цялостна интеграция между операции на банкирането на дребно, междубанкови операции (wholesale) и инвестиционното банкиране.
През 2001 г. стартира проект за реорганизация на клоновата мрежа на ОББ. Интегрираната система за банкиране в реално време GLOBUS е внедрена в цялата клонова мрежа (106 клона) на ОББ за по-малко от 6 месеца през 2002 г. На практика с това приключва процесът на консолидация, започнат 10 години по-рано.
През 2002 г. ОББ въвежда нова система за банкиране в реално време и собствена картова система. Това осигурява необходимата независимост на банката в предлагането на допълнителни нови услуги.
От есента на 2002 г. ОББ предлага на българския пазар съвременни алтернативни канали за банкиране като интернет и телефонно банкиране. По същото време банката стартира и проект за продажби през трети страни, като започва бизнеса първо с „Метро“ и „Технополис“. Съвместно с „Метро“ през октомври 2002 г. започва и предлагането на „незабавни кредити“, без гаранти, в рамките на 1 час.
2003 г. е преломна в развитието на банкирането на дребно в ОББ. Банката навлиза в нови пазарни сегменти, предлагайки актуални продукти посредством съвременни банкови технологии и високо качество на обслужване.
През януари 2003 г. ОББ предлага на пазара нов продукт – револвираща кредитна карта VISA Classic и EC/MC Standard. Кредитната карта е без гаранционен депозит и блокирани суми. През юли са продадени първите кредити по телефона като нов канал за стимулиране на продажбите на кредити и кредитни карти. С цел удовлетворяване на различните очаквания на своите клиенти банката внедрява метод за продажба на револвиращи кредитни карти MasterCard и Visa посредством телефонна компания, като част от интегрираната мултиканална бизнес стратегия на банката, която включва клонова мрежа, телепродажби и търговци.
През октомври 2004 г. ОББ въвежда покупката на вноски по кредитните карти. Основното предимство на тези продукти се състои в това, че молбата на клиента се разглежда в рамките на минути и издадената кредитна карта може да бъде използвана за последващи плащания или за теглене на пари в брой.
През 2005 г. ОББ предлага на пазара първата в България ко-брандирана кредитна карта GLOBUL – ОББ, осигуряваща възможност за плащане на покупки на вноски (лихвени и безлихвени) по кредитни карти.
От 20 септември 2005 г. ОББ пуска на пазара револвиращ потребителски кредит, средствата по който са достъпни посредством банкова карта. Отворен кредит (ОК) на ОББ осигурява на кредитополучателите непрекъснат достъп до финансови средства.
В началото на 2006 г. ОББ стартира проект за органичен растеж и модернизация на клоновата мрежа. През същата година ОББ се фокусира и върху изграждането на организационна култура, която създава условия за разрастване на бизнеса. Съвместно с консултантския екип на „Делойт България“ е разработен и стартиран проект „SocHRat“ за трансформация в управлението на човешките ресурси в ОББ за периода 2006 – 2008 г., базиран на най-добрите практики и световни стандарти.
Отново през 2006 г. ОББ основа съвместно с гръцката застрахователна компания Ethniki и американската AIG, две смесени дружества – живото- и общо-застрахователно, чиито продукти се предлагат на българския пазар посредством нейната клонова мрежа.
През 2007 г. ОББ подписва рамково споразумение за сътрудничество с Министерството на икономиката и енергетиката, свързано с реализацията на инвестиционни проекти по оперативната програма на ЕС – „Развитие на конкурентоспособността на българската икономика 2007 – 2013 г.“
От месец януари 2007 г. ОББ започва да предлага спестовен продукт „Отворен депозит“. Чрез него клиентите могат да теглят и внасят пари по свой избор без ограничение като време и брой, а също така да получават и изпращат международни и вътрешни преводи.
От 11 май 2009 г. е обявен и официалният старт на услугата Visa cash back в България, като „Пикадили“ е първата търговска верига, която започва да я предлага.
От началото на 2010 г. към телефона 0700 117 17 се включва и Електронно банкиране. В резултат на тази промяна е създадена организация на телефон 0700 117 17, чрез която да се обслужват клиентите 24 часа, 7 дни в седмицата.
ОББ е една от петте български банки, отпуснали кредити по JEREMIE. Заедно с други банки подписват гаранционни споразумения с Европейския инвестиционен фонд (ЕИФ) в средата на юли 2011 г.
През 2012 г. картодържателите на банката вече могат да се регистрират за услугата UBB 3-D.
Secure на VISA и MasterCard, осигуряваща сигурни плащания в интернет и защита от измами.
През същата година стартира програмата UWin, която дава възможност на клиентите да се възползват от доброто партньорство на банката с основни търговци.
През 2013 г. броят на клиентите, регистрирани за услугата Електронно банкиране, достигна 169 166. През канала за електронно банкиране през 2013 г. са извършени 60% от плащанията. Услугата за плащане на битови сметки поддържа стабилно развитие и в края на 2013 г. се използва активно от 89 992 клиенти.
През 2014 г. Международната финансова корпорация (IFC, част от групата на Световната банка) предостави 10 млн. долара кредитна линия на ОББ за финансиране на малки и средни предприятия в областта на международната търговия. Кредитната линия е първият съвместен проект между ОББ и IFC, като целта е да се насърчи дейността на експортно-импортно ориентираните предприятия в България, предвид ключовата им роля за българската икономика.
През септември 2016 г. ОББ представя за първи път своята колекция от картини на известни български художници и антикварни предмети от банковото дело на миналия век. Експозицията се казва НЕ/ПОЗНАТИ от Златния фонд на Колекцията на ОББ и е цялостен проект за пътуващи изложби в 16 български града, който е планиран да бъде осъществен до края на октомври 2017 г.

## Останалите дъщерни компании на KBC Груп България

### СИБАНК
СИБАНК е учредена през 1995 г. и действа като лицензиран инвестиционен посредник и извършва всички дейности, посочени в Закона за кредитните институции.
От 2007 г. СИБАНК е част от КВС Груп. КВС е интегрирана банково-застрахователна група с разнообразие от канали, която е насочена главно към клиенти физически лица, МСП и местни средноголеми корпоративни клиенти. Групата се фокусира върху своите основни пазари в Белгия, България, Чехия, Унгария, Ирландия и Словакия. Групата има присъствие и в други, подбрани страни и региони по света. Централата на КВС се намира в Брюксел (Белгия). Групата има над 38 000 служителя и е регистрирана на брюкселската фондова борса Euronext (борсов символ „KBC“).

### ОББ Асет Мениджмънт
През януари 2005 г. ОББ създава собственото дружество ОББ Асет Мениджмънт. Към момента дружеството организира и управлява пет колективни инвестиционни схеми в лева и една колективна инвестиционна схема в евро: ДФ „ОББ Премиум Акции“ – високодоходен договорен фонд; ДФ „ОББ Патримониум Земя“ – високодоходен договорен фонд; ДФ „ОББ Балансиран фонд“ АД – балансиран договорен фонд; ДФ „ОББ Платинум Облигации“ – консервативен договорен фонд; ДФ „ОББ Глобал Фарм Инвест“ – високодоходен договорен фонд; ДФ „ОББ Платинум Евро Облигации“ – консервативен договорен фонд, деноминиран в евро.
Фондовете, управлявани от ОББ Асет Мениджмънт АД, са колективни инвестиционни схеми, които предлагат иновативни и атрактивни възможности за ръст на инвестициите на българския капиталов пазар.

### ОББ Факторинг
През 2009 г. ОББ изгражда собствената компания – ОББ Факторинг, с предмет на дейност факторинг услуги, състоящи се в придобиване на търговски вземания, произтичащи от доставка на стоки или предоставяне на услуги, финансиране, събиране на вземания. Дружеството е еднолична собственост на банката и предлага вътрешен и международен факторинг. Финансирането на дружеството се осигурява в рамките на групата на Национална банка на Гърция, мажоритарен акционер в Обединена българска банка АД.

### ОББ Застрахователен брокер
Дружеството ОББ Застрахователен брокер е регистрирано на 7 май 2007 г. Собственици са Обединена българска банка АД (с 80 %) и Ethniki – Гръцко акционерно дружество за общо застраховане, собственост на групата на НБГ (с 20 %). ОББ Застрахователен брокер предоставя висококачествени услуги на членовете на групата на НБГ в България (ОББ, Интерлийз, ОББ Мет Лайф и пр.) и на своите клиенти, за да защитава техните интереси и дейности, както и да осъществява взаимноизгодно сътрудничество с всички свои контрагенти.

## Партньорски компании

### ОББ MetLife
ОББ MetLife – „ОББ-АЛИКО Животозастрахователно Дружество“ АД с търговска марка ОББ-МетЛайф е акционерно дружество, създадено през 2006 г. като дружество, фокусирано главно в областта на банковото застраховане. Основни акционери в компанията са Обединена българска банка, Ethniki Insurance (застрахователното дружество на НБГ Груп) и животозастрахователна компания АЛИКО, вече част от Метлайф (MetLife Inc.).

### Интерлийз ЕАД
Интерлийз ЕАД е българска лизингова компания, член на групата на НБГ. Нейната цел е да стимулира конкурентоспособността на предприятията на националния пазар и в чужбина, като финансира закупуването на висококачествено производствено оборудване, транспортни средства, леки автомобили и офис оборудване.